# Guerra meteorologica (1940-1945)
Con guerra meteorologica si intende l'insieme delle operazioni aeree e navali su piccola scala portate avanti, tra il 1940 e il 1945, dalle forze armate della Germania nazista e dagli Alleati (principalmente Regno Unito e Stati Uniti d'America) nel teatro del Mar Glaciale Artico, durante i più vasti eventi della seconda guerra mondiale.
Scopo di queste operazioni militari era quello di effettuare rilevazioni meteorologiche nella regione dell'Artide, zona da cui era possibile ottenere dati per stilare corrette previsioni meteo per l'Europa centro-settentrionale e l'Atlantico del nord, un aspetto molto importante nella pianificazione delle operazioni belliche su questi teatri di guerra; conseguentemente, entrambi i contendenti inviarono nella zona aerei a lunga autonomia, navi meteorologiche e sommergibili appositamente attrezzati per effettuare le rilevazioni meteorologiche, tentando anche di ostacolare le analoghe iniziative portate avanti dall'avversario.
I tedeschi cercarono anche a più riprese di stabilire stazioni meteorologiche terrestri sulle coste della Groenlandia, delle Svalbard e altre isole della regione, scontrandosi con i reparti anglo-statunitensi che le presidiavano; questo genere di operazioni proseguì fino alla conclusione delle ostilità e anche oltre: la stazione meteo tedesca Haudegen insediata nelle Svalbard si arrese solo il 9 settembre 1945, quattro mesi dopo la capitolazione della Germania.

## Storia

### Prime operazioni
Lo sviluppo delle scienze e delle tecniche di rilevazioni meteorologiche nel corso dei primi decenni del XX secolo finì con il suscitare l'interesse per questa branca del sapere anche negli ambienti militari: da sempre il tempo atmosferico ha forte influenza sullo sviluppo delle operazioni militari e quindi sulla loro pianificazione, e la possibilità di ottenere previsioni meteo sempre più accurate e precise divenne un aspetto non secondario nella conduzione delle operazioni belliche di ampio respiro. A partire dalla metà degli anni 1930 le forze armate delle principali potenze mondiali iniziarono quindi a rivolgere il loro interesse verso i problemi connessi alle rilevazioni meteorologiche: a partire dal 1935 la Sezione Meteo dell'Oberkommando der Wehrmacht (l'alto comando delle forze armate tedesche) iniziò a essere potenziata ricevendo risorse umane e tecnologiche in misura nettamente superiore al passato, mentre il Met Office britannico, controllato dall'Air Ministry fin dal 1919, avviò un intenso programma di studio e di rilevazioni potendo contare su un supporto aggiuntivo proveniente dalla Royal Air Force e dalla Royal Navy; sul lato opposto dell'Atlantico, nel 1939 la United States Coast Guard ricevette l'incarico di stabilire un affidabile servizio di rilevamento meteo nelle acque dell'Artico, onde meglio proteggere il commercio aereo e navale attraverso l'oceano. Lo sviluppo tecnologico era tale che nel 1940 i meteorologi tedeschi e britannici potevano prevedere lo spostamento di fronti di perturbazione dalla zona artica all'Europa con circa 72 ore di anticipo, un lasso di tempo sufficiente per modificare eventuali operazioni militari progettate nel continente europeo.
Nei primi mesi della seconda guerra mondiale la posizione geografica della Germania e il controllo esercitato dalla Royal Navy sul Mare del Nord precludevano ai tedeschi l'accesso alla regione del Mar Glaciale Artico, ma la situazione mutò a partire dall'aprile 1940 quando la Wehrmacht diede avvio all'invasione di Danimarca e Norvegia: l'occupazione dell'estesa linea costiera norvegese consentì ai meteorologi tedeschi di impiantare stazioni di rilevamento nelle regioni settentrionali della Scandinavia facendo guadagnare loro un importante vantaggio sugli omologhi britannici; in conseguenza di questa situazione le forze armate britanniche occuparono l'Islanda e le isole Fær Øer, preparandosi a contendere ai tedeschi l'accesso alla zona dell'Artico.

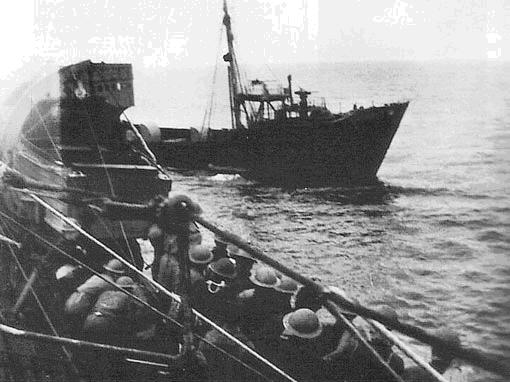
L'equipaggio del cacciatorpediniere si prepara ad abbordare la nave meteorologica Lauenburg al largo di Jan Mayen

Nell'agosto 1940 la Kriegsmarine tedesca avviò la sua prima operazione di rilevamento meteorologico a lunga distanza spedendo la Furenak, una baleniera appositamente modificata, dalla Norvegia verso le acque della Groenlandia: la nave raggiunse la costa centro-orientale della Groenlandia e sbarcò un piccolo contingente di scienziati e militari incaricato di stabilire una stazione di rilevamento terrestre; dopo pochi giorni dall'insediamento, tuttavia, il gruppo fu individuato da una nave pattuglia della Royal Navy proveniente dall'Islanda e subito fatto prigioniero dai britannici. Tra agosto e ottobre 1940 i tedeschi tentarono altre due spedizioni alla volta della Groenlandia, ma in entrambi i casi le navi furono intercettate dai ricognitori a lungo raggio Consolidated PBY Catalina britannici basati in Islanda e costrette a tornare indietro. Altre spedizioni tedesche riuscirono invece a sbarcare piccole squadre di ricerca sull'Isola degli Orsi e sull'isola di Jan Mayen nell'estate del 1940; su Jan Mayen era già presente una stazione meteo norvegese rimasta fedele al governo in esilio installatosi a Londra, ma i tentativi di rinforzare la posizione furono abbandonati dopo il naufragio l'8 novembre 1940 del pattugliatore norvegese Fridtjof Nansen diretto a recapitare rifornimenti sull'isola e il comando britannico decise di evacuare tutto il personale fino all'estate successiva.
Tra il settembre e il novembre del 1940 la nave meteorologica tedesca Sachsen riuscì a operare con successo nello Stretto di Danimarca, circumnavigando l'Islanda e riferendo centinaia di rilevamenti meteo prima di rientrare indisturbata alla base, ma la vulnerabilità delle navi di superficie fece propendere i tedeschi ad affidarsi di più alle missioni condotte da sommergibili (almeno un U-Boot fu permanentemente distaccato nell'Artico per svolgere compiti di rilevazione meteorologica) e aerei: nel tardo 1940 la Luftwaffe organizzò una sezione apposita per le rilevazioni meteo, la Wetterstaffeln Meteo 5, di base negli aeroporti di Trondheim e Banak in Norvegia ed equipaggiata con velivoli Junkers Ju 88 ed Heinkel He 111 dotati di serbatoi supplementari, capaci di spingersi in mare aperto per centinaia di chilometri arrivando fino in vista delle coste groenlandesi a nord-ovest o di quelle dell'isola di Novaja Zemlja a nord-est. La Royal Air Force britannica non era meno organizzata, disponendo di due squadroni (il No. 518 Squadron stanziato in Scozia e il No. 517 Squadron di base in Cornovaglia e Galles) equipaggiati di bombardieri Lockheed Hudson e Handley Page Halifax modificati per le rilevazioni meteo, che abitualmente si spingevano sopra le acque dell'Atlantico settentrionale e dell'Artico. Queste missioni erano molto pericolose, coprendo tra andata e ritorno anche 3 000 chilometri sopra il mare con scarse possibilità di essere tratti in salvo in caso di ammaraggio: il solo No. 518 Squadron perse dieci aerei con i relativi equipaggi nel corso del 1944.

### L'intervento degli Stati Uniti

La posizione delle stazioni meteo insediate progressivamente dai tedeschi nell'arcipelago delle Svalbard

Le operazioni crebbero di intensità nel 1941: in aprile un He 111 tedesco riuscì ad atterrare in un punto disabitato dell'isola di Spitsbergen nelle Svalbard e vi fece scendere un piccolo contingente di scienziati e apparecchiature, mentre in maggio truppe britanniche riuscirono a individuare e neutralizzare le stazioni meteo tedesche collocate sull'Isola degli Orsi e su Jan Mayen. I movimenti dei due contendenti nelle acque della Groenlandia impensierirono il governo degli Stati Uniti, timoroso che ciò potesse portare a violazioni della pluridecennale "dottrina Monroe"; il 9 aprile 1941 l'ambasciatore danese a Washington, agendo in pratica in maniera autonoma dal governo di Copenaghen manovrato dai tedeschi, siglò con i rappresentanti statunitensi un accordo che rendeva la Groenlandia una sorta di protettorato degli Stati Uniti: truppe statunitensi furono dislocate nei punti strategici dell'isola e unità della United States Coast Guard riunite nella cosiddetta "Greenland Patrol" presero a pattugliarne le acque. In maniera simile, dopo un accordo con le autorità locali nel giugno 1941 le forze statunitensi sostituirono i britannici nell'occupazione e protezione dell'Islanda.
Con le retrovie sicure, le forze britanniche poterono dedicarsi maggiormente alla caccia delle navi tedesche, mettendo a segno tre importanti risultati: il 7 maggio 1941 il cacciatorpediniere HMS Somali abbordò e catturò la nave meteorologica tedesca München a nord-est dell'Islanda, il 9 maggio i cacciatorpediniere HMS Bulldog e HMS Broadway costrinsero all'emersione e poi affondarono il sommergibile U-110 al largo della costa sud-orientale della Groenlandia, e il 28 giugno il cacciatorpediniere HMS Tartar catturò e affondò la nave meteorologica Lauenburg davanti Jan Mayen; a parte i risultati materiali, queste operazioni si rivelarono estremamente importanti in quanto a bordo delle unità attaccate furono recuperati dai britannici vari esemplari delle macchine di cifratura Enigma e dei libri codice usati dai tedeschi, agevolando gli specialisti di Bletchley Park nella loro opera di violazione delle comunicazioni radio cifrate della Wehrmacht.
Il 6 settembre 1941 gli He 111 tedeschi tornarono su Spitsbergen e sbarcarono con successo, nonostante la presenza di una guarnigione britannica, un folto contingente di tecnici e specialisti in un angolo remoto dell'isola: entro novembre era stata attivata una vera e propria base operativa dotata di una pista di atterraggio e due stazioni meteo. Avvertite dai servizi segreti, le forze britanniche dedicarono molti sforzi a localizzare queste installazioni fino a organizzare nel luglio 1942 un vasto rastrellamento dell'isola con l'impiego di un battaglione di fanteria appoggiato dal mare da una formazione comprendente due incrociatori leggeri e quattro cacciatorpediniere; le squadre meteo tedesche erano però già state evacuate per via aerea, lasciandosi dietro in un rifugio mimetizzato una piccola stazione di rilevamento automatica che riuscì a trasmettere dati per tutta l'estate. Un'altra spedizione tedesca su Spitsbergen fu organizzata in ottobre, quando una squadra fu trasportata dagli aerei nella zona nord-orientale dell'isola: rifornita periodicamente dai sommergibili, la spedizione operò indisturbata fino alla primavera del 1943 quando fu evacuata.
Dopo l'ingresso in guerra degli Stati Uniti nel dicembre 1941, i tedeschi ripresero a spingere le loro operazioni fin sulla terraferma della Groenlandia: nell'agosto 1942 la nave meteorologica Sachsen raggiunse la costa orientale e impiantò la stazione meteo Holzauge sull'isola di Sabine Ø, dotata di un campo base dove alloggiavano una decina tra scienziati e militari; la stazione Holzauge operò indisturbata fino al 23 marzo 1943, quando fu localizzata da un distaccamento della Pattuglia Sirius, un'unità da esplorazione organizzata dagli statunitensi con personale inuit: ne seguì un duro combattimento al termine del quale l'unico inuit superstite riuscì a sganciarsi e a raggiungere una base statunitense dopo una marcia di quasi 600 miglia sul ghiaccio. Ai primi di maggio il sito della stazione Holzauge fu quindi attaccato e raso al suolo da bombardieri Consolidated B-24 Liberator statunitensi; i sopravvissuti della squadra tedesca autoaffondarono la Sachsen in un fiordo vicino e furono evacuati in giugno da un idrovolante Blohm & Voss BV 222 della Luftwaffe. Anche le operazioni di rilevamento meteo degli Alleati non sfuggivano alle azioni offensive del nemico: il 9 settembre 1942 la nave meteorologica statunitense USS Muskeget fu silurata e affondata con la perdita di tutto l'equipaggio dal sommergibile U-755 mentre operava al largo di Terranova.

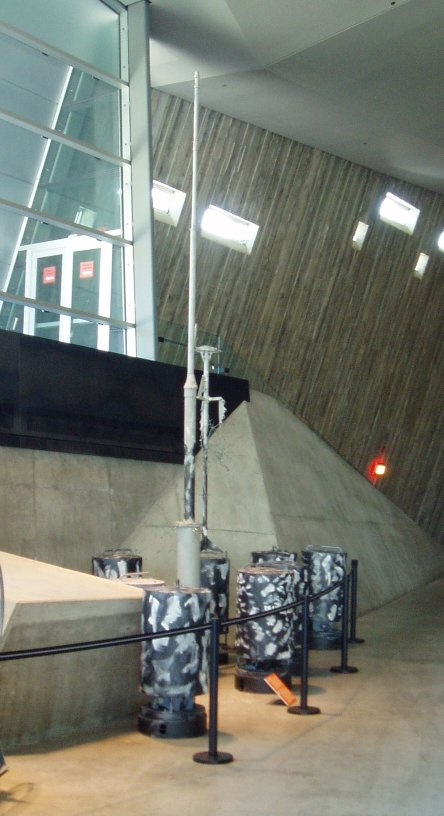
La stazione meteo automatica Kurt installata dai tedeschi nel Labrador, esposta oggi al Canadian War Museum di Ottawa

### Ultime azioni
L'8 settembre 1943 la Kriegsmarine tedesca organizzò un grande raid contro la principale base britannica su Spitsbergen (operazione Zitronella): protetto dal fuoco delle navi da battaglia Tirpitz e Scharnhorst un battaglione di fanteria fu sbarcato a Barentsburg, sconfiggendo la locale guarnigione alleata e prendendo possesso della base ma venendo subito evacuato dopo aver provveduto a distruggere tutte le installazioni nemiche. Mentre questa "rumorosa" operazione attirava l'attenzione degli Alleati, i tedeschi condussero una serie di azioni più furtive: quello stesso 8 settembre la Luftwaffe paracadutò una squadra di scienziati sull'isola di Hopen a sud-est di Spitsbergen, mentre il 15 settembre la nave meteorologica Kehdingen impiantava una stazione meteo sull'isola di Terra di Alessandra nella remota Terra di Francesco Giuseppe e il 16 ottobre la nave meteorologica Coburg faceva altrettanto sull'isola di Shannon lungo la costa orientale della Groenlandia. La stazione sulla Terra di Alessandra fu evacuata dai tedeschi nel corso del 1944 dopo che il personale ebbe contratto un'infezione da trichinellosi, mentre la stazione su Shannon fu individuata dagli esploratori inuit della Pattuglia Sirius nel dicembre del 1943: la squadra tedesca autoaffondò la Coburg e fu evacuata da un aereo Junkers Ju 290, non prima di aver lasciato nascosta sul posto una stazione meteo automatizzata.
La spedizione tedesca che giunse più a ovest fu quella del sommergibile U-537, che il 22 ottobre 1943 raggiunse la baia di Martin nella regione canadese del Labrador dove impiantò una stazione di rilevamento automatizzata (nome in codice Kurt); l'operazione si svolse in tale segretezza che la stazione non fu scoperta fino agli anni ottanta. Un'analoga operazione tentata nel luglio 1944 dal sommergibile U-867 si concluse invece con l'affondamento del battello ancora in navigazione da parte di aerei britannici.

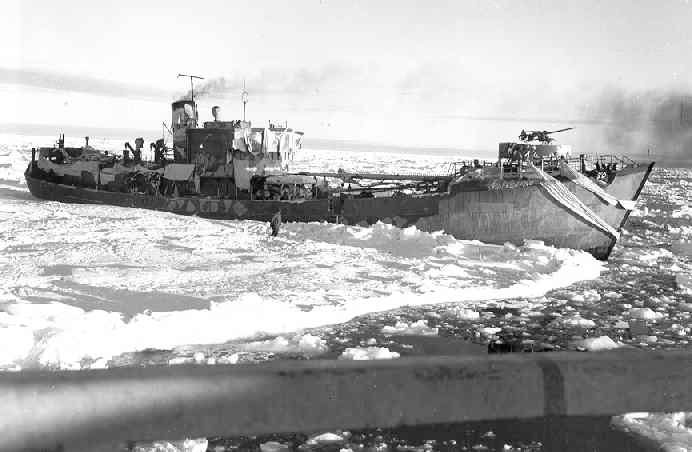
La nave meteorologica Externsteine poco dopo la sua cattura da parte degli statunitensi

L'ultima spedizione tedesca alla volta della Groenlandia si ebbe nel luglio del 1944, quando la nave meteorologica Externsteine raggiunse l'isola di Store Koldewey per impiantarvi una stazione meteo terrestre (nome in codice Edelweiss II) con una dozzina di operatori. L'insediamento fu individuato il 2 ottobre 1944 dall'idrovolante da ricognizione del rompighiaccio USCGC Eastwind della guardia costiera statunitense: un contingente statunitense attaccò la stazione il 4 ottobre e ne fece prigionieri gli occupanti, mentre la Externsteine fu infine individuata e catturata dallo Eastwind mentre si trovava intrappolata dal ghiaccio al largo di Capo Borgen.
L'ultima operazione di superficie tentata dai tedeschi fu invece quella della nave meteorologica Wuppertal che, nel settembre 1944, partì da Tromsø per andare a stazionare al largo delle Svalbard; della nave si perse ogni traccia nella prima settimana di ottobre 1944, probabilmente affondata con tutto il suo equipaggio a causa di una tempesta o del ghiaccio. Dopo questa missione i tedeschi si affidarono unicamente alle rilevazioni condotte dagli U-Boot, in particolare dopo l'adozione di innovative boe di segnalazione automatiche: adagiate sul fondale, esse riemergevano a intervalli prestabiliti per effettuare i rilevamenti e comunicarli via radio alla base; depositate dai sommergibili in gran numero, alcune di queste boe furono rinvenute nel 1946 ancora perfettamente funzionanti.
Le operazioni di rilevazione meteo dei tedeschi nell'Artico proseguirono fino agli ultimi giorni di guerra: il personale della stazione meteo Haudegen posta nelle Svalbard non si consegnò agli Alleati se non il 9 settembre 1945, ultima unità della Wehrmacht a deporre le armi.